# Mons Herodotus
Mons Herodotus är ett litet berg på nordvästra sidan av den del av månen som vetter mot jorden, i närheten av månhavet Oceanus Procellarum. Berget har fått sitt namn efter den antike grekiske historikern Herodotos, som har kallats "historieskrivningens fader".
Mons Herodotos har en diameter vid basen av bara 5 kilometer. Det ligger nästan 100 kilometer norr om den krater vars namn den delar: Herodotus. Mellan kratern och berget ligger bland annat Vallis Schröteri, den största sinusformade dalen på månen, som börjar 25 kilometer norr om kratern och går i en 160 kilometer lång kurva mot norr, väster och sedan söder, slutet ligger direkt söder om Mons Herodotus. Dalen är inte mer än 1000 meter bred och mot slutet i väster bara 500 meter bred. Den påminner om en uttorkad flodfåra. Söder om kratern Herodotus breder den södra delen av Oceanus Procellarum ut sig.
Mellan slutet av Vallis Schröteri och Mons Herodotus ligger den lilla kratern Freud. Sydväst om Mons Herodotus ligger den lilla kratern Raman, tidigare kallad Herodotus D.
Väster, nordväst och norr om Mons Herodotus sträcker sig den låga bergskedjan Montes Agricola ut sig i sydväst-nordostlig riktning, på dess andra sida ligger den västra delen av Oceanus Procellarum. 